# Cymones atroclavatus
Cymones atroclavatus is een keversoort uit de familie zwamkevers (Endomychidae). De wetenschappelijke naam van de soort werd in 1883 gepubliceerd door Léon Marc Herminie Fairmaire.